# María Guadalupe de Moncada y Berrio
María Guadalupe Moncada y Berrio, I marquesa de San Román (Puebla de los Ángeles, 7 de marzo de 1772 - Ciudad de México, 4 de septiembre de 1840) fue la primera pintora novohispana y mexicana que se asumió como tal y firmó su propia obra.

## Biografía
Petra María de Guadalupe Tomasa de Moncada y Berrio nació en el 7 de marzo de 1772 en Puebla de los Ángeles, en el Virreinato de Nueva España, hija de Pietro Moncada de Aragón y Branciforte (1739-1828) y de Mariana de Berrio y de la Campa-Cos (1752-1803), por tanto nieta de Ana María de la Campa-Cos. Nació en el seno de una de las familias más ricas de Nueva España y residió durante su infancia y juventud en el Palacio de los Condes de San Mateo de Valparaiso, ubicado en el cruce de las calles de Isabel la Católica y Venustiano Carranza, hasta su matrimonio con Francisco Fernández de Córdoba y Zayas el 20 de abril de 1793.  En 1797 se le concedió el título del Marquesado de San Jorge, a su favor renombrado como Marquesado de San Román, como descendiente de Mariana de Retes y Ortiz de Largacha.
Sólo se conocen algunos cuadros de la pintora de los cuales sólo dos están firmados.
En la Real Academia de San Carlos de las Nobles Artes de la Nueva España, fue la primera mujer académica, y también fue la primera directora honoraria de la sección de pintura de esta organización. Sin embargo, la academia de San Carlos fue casi exclusivamente para varones hasta 1886.

## Obras destacadas
- La Virgen de Guadalupe, 1798, Colección Banamex, Ciudad de México.
- Autorretrato, 1810, Colección Banamex, Ciudad de México
- La mujer del pandero, 1840, Museo Nacional de San Carlos, Ciudad de México[6]